# Els De Wael
Els De Wael (15 mei 1990) is een Belgische atlete, die gespecialiseerd is in het verspringen. Zij werd tienmaal Belgisch kampioene.

## Loopbaan
De Wael was in haar jeugd vooral gespecialiseerd in de meerkamp. Zij nam in 2007 op de zevenkamp deel aan de wereldkampioenschappen U18. Ze behaalde een achtste plaats. Twee jaar later werd ze vijftiende op hetzelfde nummer op de Europese kampioenschappen voor junioren.
Nadien beperkte De Wael zich tot het verspringen. Tussen 2009 en 2012 veroverde ze zeven opeenvolgende Belgische titels op dit nummer, vier indoor en drie outdoor.  In 2013 werd ze voor de vijfde maal Belgisch indoorkampioene. In 2014 behaalde ze weer beide titels.
De Wael was aangesloten bij AV Lokeren.

## Belgische kampioenschappen
Outdoor
| Onderdeel   | Jaar                   |
| ----------- | ---------------------- |
| verspringen | 2009, 2010, 2011, 2014 |

Indoor
| Onderdeel   | Jaar                               |
| ----------- | ---------------------------------- |
| verspringen | 2009, 2010, 2011, 2012, 2013, 2014 |

## Persoonlijk record
Outdoor
| Onderdeel   | Prestatie | Datum       | Plaats   |
| ----------- | --------- | ----------- | -------- |
| verspringen | 6,21 m    | 5 juli 2014 | Oordegem |

Indoor
| Onderdeel   | Prestatie | Datum            | Plaats |
| ----------- | --------- | ---------------- | ------ |
| verspringen | 6,27 m    | 15 februari 2014 | Gent   |

## Palmares

### verspringen
- 2009:  BK indoor AC - 5,93 m
- 2009:  BK AC - 6,08 m
- 2010:  BK indoor AC - 5,98 m
- 2010:  BK AC - 6,10 m
- 2011:  BK indoor AC - 6,22 m
- 2011:  BK AC - 6,14 m
- 2012:  BK indoor AC - 6,12 m
- 2012:  BK AC - 5,99 m
- 2013:  BK indoor AC - 5,99 m
- 2014:  BK indoor AC - 6,27 m
- 2014:  BK AC - 6,14 m
- 2015:  BK indoor AC - 6,23 m
- 2015:  BK AC - 6,14 m

### zevenkamp
- 2007: 8e WK U18 in Ostrava - 5155 p
- 2009: 15e EK U20 in Novi Sad - 5049 p